# Alice von Antiochia
Alice von Antiochia (auch Haalis, Halis oder Adelicia genannt, * um 1110; † nach 1137 in Latakia) war Fürstin von Antiochia durch ihre Heirat mit Bohemund II. von Antiochia. Sie war die zweite Tochter von König Balduin II. von Jerusalem und Morphia von Melitene.
Seit dem Tod Bohemund I. im Jahre 1112 wurde sein Fürstentum Antiochia für den minderjährigen, sich in Italien aufhaltenden Sohn Bohemund II. durch Regenten verwaltet. Nachdem der Regent Roger von Salerno 1119 in der Schlacht auf dem Ager Sanguinis gegen die Muslime gefallen war, übernahm König Balduin II. die Regentschaft über das Fürstentum. 1126 erschien der inzwischen 18-jährige Bohemund II. im Orient, um sein Erbe anzutreten. Balduin übergab ihm das Fürstentum, dessen Regierung ihn in den vergangenen Jahren stark beansprucht hatte. Der junge Fürst heiratete im Gegenzug Balduins Tochter Alice.
1131 wurde Bohemund in der Schlacht mit den Danischmenden getötet und Balduin kehrte nach Antiochia zurück, um erneut die Regentschaft an sich zu nehmen. Doch Alice beanspruchte die Stadt für sich selbst. Sie versuchte eine Allianz mit Zengi zu begründen, dem seldschukischen Herrscher von Mossul und Aleppo, indem sie ihm anbot, eine ihrer Töchter mit einem seiner Söhne zu verheiraten. Der Bote von Alice wurde jedoch auf dem Weg zu Zengi von Balduin gefangen genommen, gefoltert und hingerichtet. Alice verweigerte Balduin den Zutritt zu Antiochia, aber einige der antiochenischen Adeligen öffneten die Tore für Balduins Vertreter, Fulko V. von Anjou (den Schwager von Alice) und Joscelin I. von Edessa. Alice floh zunächst in die Zitadelle, stützte sich jedoch schließlich auf die Barmherzigkeit ihres Vaters und versöhnte sich wieder mit ihm. Sie wurde aus Antiochia vertrieben, durfte jedoch Latakia und Jabala für sich behalten, die Städte, die ihre Mitgift für die Heirat mit Bohemund gewesen waren. Balduin ließ Antiochia unter der Regierung von Joscelin, der anstelle von Alices und Bohemunds junger Tochter Konstanze herrschen sollte.
Auch Balduin starb 1131. In Jerusalem folgten ihm seine älteste Tochter, Melisende, und deren Mann Fulko von Anjou. Joscelin starb ebenfalls bald und Alice versuchte erneut die Kontrolle über Antiochia zu bekommen und so zu verhindern, dass ihre Tochter die Herrschaft übernahm. Die antiochenischen Adeligen schlossen sich mit Fulko zusammen, Alice mit den anderen beiden Kreuzfahrerstaaten, Pons von Tripolis und Joscelins Sohn, Joscelin II. von Edessa. Pons verbot Fulko die Durchreise durch die Grafschaft Tripolis und somit musste Fulko Antiochia über den Seeweg erreichen. Pons und Joscelin fürchteten vielleicht, dass Fulko die Oberhoheit Jerusalems über die nördlichen Staaten ausnutzen wollte, obwohl auch gemunkelt wurde, dass Alice sie einfach bestochen hatte. Fulko und Pons führten eine Schlacht nahe Rugia, aber am Ende schlossen sie Frieden. Fulko stellte die Regentschaft in Antiochia wieder her, indem er das Fürstentum unter die Kontrolle von Rainald Masoier, Herr von Margat, stellte.
Um 1135 wollte Alice erneut Antiochia übernehmen, indem sie sich mit dem Byzantinischen Reich verbündete. Zu diesem Zweck wollte sie ihre Tochter Konstanze mit dem zukünftigen Herrscher Manuel I. Komnenos verheiraten. Einige der Adeligen im Fürstentum lehnten die Verbindung mit Byzanz ab und planten heimlich eine Heirat von Konstanze mit Raimund von Poitiers. Der Patriarch, Ralf von Domfront, ließ Alice glauben, Raimund würde kommen, um sie selbst zu heiraten. Allerdings verheiratete er Raimund bei dessen Ankunft 1136 heimlich mit der erst zehnjährigen Konstanze.
Alice war gedemütigt und verließ Antiochia, wohin sie nie zurückkehrte. Sie starb in Latakia, ihr Todestag ist unbekannt. Eine ihrer Schwestern, Hodierna, heiratete Raimund von Tripolis und Ioveta wurde Äbtissin des Klosters St. Lazarus in Bethanien. Ihre Tochter Konstanze heiratete nach dem Tod von Raimund von Poitiers Rainald von Chatillon.